# Goibniu
Goibniu (Goibhniu, výslovnost: 'Goive-nu') je keltský bůh z oblasti Irska, příslušník rodu Tuatha Dé Danann - syn Tuireanna a Danu. Bůh kovářů, zbrojířů, šperkařů, ohně, léčivých lektvarů. Ve waleské oblasti je jeho obdobou bůh Govannon.  
Je jedním z triády bohů řemesel (Trí Dée Dána) - on je kovářem, Luchtaine tesařem a Creidhne zlatotepcem. Goibniu umí pouhými třemi údery svého kouzelného kladiva vyrobit dokonalý meč nebo kopí, které nikdy neminou cíl a vždy usmrtí. Rovněž předsedá hostině v zásvětí, zvané Fled Goibnenn, na které vaří pivo způsobující nesmrtelnost.
Před druhou bitvou u Magh Tuireadh Goibniu, Luchtaine a Creidhne společně zhotovili kouzelné zbraně. Fomóirové k nim  vyslali špeha, aby zjistil tajemství výroby zbraní. Špeh Goibniua dokonce zranil.